# Castillo de Duns

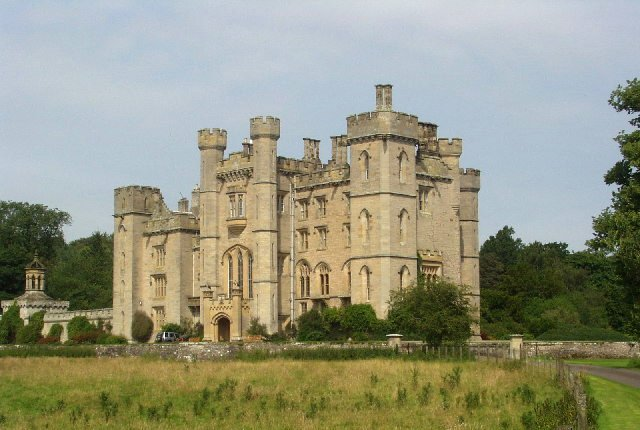
Castillo de Duns.

El Castillo de Duns (Inglés: Duns Castle) situado en Duns, Berwickshire, Escocia, Reino Unido, es una casa histórica, cuya parte más antigua, la enorme torre del homenaje normanda, data de 1320. La casa primitiva fue transformada en un castillo neogótico entre 1812 y 1822 por el arquitecto James Gillespie Graham. Es propiedad de Alexander Hay de Duns y Drumelzier, un terrateniente, contable retirado, que reside en el castillo con su mujer.
Hay un parque de acceso público que tiene dos lagos artificiales, el Hen Poo y el menor Mill Dam. El castillo es usado a menudo para celebrar bodas y otras celebraciones.